# Amerikaans voetbalkampioenschap 1971
In 1971 werd het het vierde seizoen van de North American Soccer League gespeeld. Dallas Tornado werd voor de eerste maal kampioen.

## North American Soccer League

### Wijzigingen
- Kansas City Spurs is opgeheven na het seizoen 1970.
- Montreal Olympique, New York Cosmos en Toronto Metros zijn nieuw in de competitie.

### Eindstand
| Plaats | Northern Division  | Wed. | W  | G | V  | DV | DT | Ptn |
| ------ | ------------------ | ---- | -- | - | -- | -- | -- | --- |
| 1.     | Rochester Lancers  | 24   | 13 | 6 | 5  | 48 | 31 | 141 |
| 2.     | New York Cosmos    | 24   | 9  | 5 | 10 | 51 | 55 | 117 |
| 3.     | Toronto Metros     | 24   | 5  | 9 | 10 | 32 | 47 | 89  |
| 4.     | Montreal Olympique | 24   | 4  | 5 | 15 | 29 | 59 | 65  |
| Plaats | Southern Division  | Wed. | W  | G | V  | DV | DT | Ptn |
| 1.     | Atlanta Chiefs     | 24   | 12 | 5 | 7  | 35 | 29 | 120 |
| 2.     | Dallas Tornado     | 24   | 10 | 8 | 6  | 38 | 24 | 119 |
| 3.     | Washington Darts   | 24   | 8  | 6 | 10 | 36 | 34 | 111 |
| 4.     | St. Louis Stars    | 24   | 6  | 5 | 13 | 37 | 47 | 86  |

Notities
- De punten telling:
  - Overwinning: 6 punten
  - Gelijkspel: 3 punten
  - Verlies: 0 punten
  - Doelpunten voor (maximaal 3 ptn per wedstrijd): 1 punt

### Playoffs
De beste twee van elke divisie spelen tegen elkaar in de playoffs.
| Halve Finale   | Halve Finale      | Halve Finale  |
| Team 1         | Team 2            | Uitslag       |
| -------------- | ----------------- | ------------- |
| Dallas Tornado | Rochester Lancers | 1-2, 3-1, 2-1 |
| Atlanta Chiefs | New York Cosmos   | 1-0, 2-0      |
| Finale         |                   |               |
| Team 1         | Team 2            | Uitslag       |
| Dallas Tornado | Atlanta Chiefs    | 1-2, 4-1, 2-0 |

## Individuele prijzen
| Prijs                | Naam                  | Team              |
| -------------------- | --------------------- | ----------------- |
| Most Valuable Player | Carlos Metidieri      | Rochester Lancers |
| Topscorer            | Carlos Metidieri (19) | Rochester Lancers |
| Beste nieuwkomer     | Randy Horton          | New York Cosmos   |